# Beenvissen
Beenvissen (Teleostei) vormen een grote infraklasse van vissen. Met meer dan 95% van alle nog levende vissoorten, vormen de beenvissen veruit de grootste groep binnen de klasse der straalvinnigen (Actinopterygii). Beenvissen kenmerken zich door een goed ontwikkeld skelet dat geheel verbeend is. Dit in tegenstelling tot de kraakbeenvissen (Chondrichthyes), die een kraakbeenskelet hebben. Beenvissen hebben gespecialiseerde kaakbeenderen waarmee ze relatief grote prooien kunnen vangen en doorslikken.
Er zijn meer dan 26.000 soorten beenvissen beschreven. De grootste soort is de maanvis en heeft een gewicht van meer dan 2 ton; de kleinste soorten, zoals armvinnigen, worden soms slechts enkele millimeters lang. Beenvissen vertonen een grote morfologische verscheidenheid: het lichaam kan langwerpig, afgeplat of zelfs rechtopstaand zijn zoals bij zeepaardjes. Ze zijn zeer algemeen in alle zeeën en komen voor in alle diepten van de oceaan, in estuaria, rivieren, meren en moerassen.
Beenvissen hebben verschillende voortplantingsstrategieën ontwikkeld. Bij de meeste soorten is de bevruchting uitwendig: het vrouwtje legt eitjes, het mannetje bevrucht deze en de larven ontwikkelen zich zelfstandig. Sommige beenvissen kunnen op een bepaald moment in hun levenscyclus van geslacht veranderen. Een klein deel van de beenvissen is levendbarend en sommige soorten vertonen broedzorg.

## Kenmerken
Beenvissen onderscheiden zich van andere beenvisachtigen door hun gespecialiseerde kaakbeenderen – met name de beweeglijke premaxilla – en de verlengde neurale bogen aan het uiteinde van de staartvin. De premaxilla hangt los van het neurocranium (hersenpan) en speelt een rol bij het uitsteken van de mond en het creëren van een ronde mondopening. Door drukverlaging wordt de prooi naar binnen gezogen. De onderkaak en bovenkaak worden hierbij onmiddellijk teruggetrokken om de mond te sluiten. Bij hogere beenvissen is de premaxilla vergroot en voorzien van tanden. De maxilla heeft de taak om zowel de premaxilla als de onderkaak naar voren te duwen.

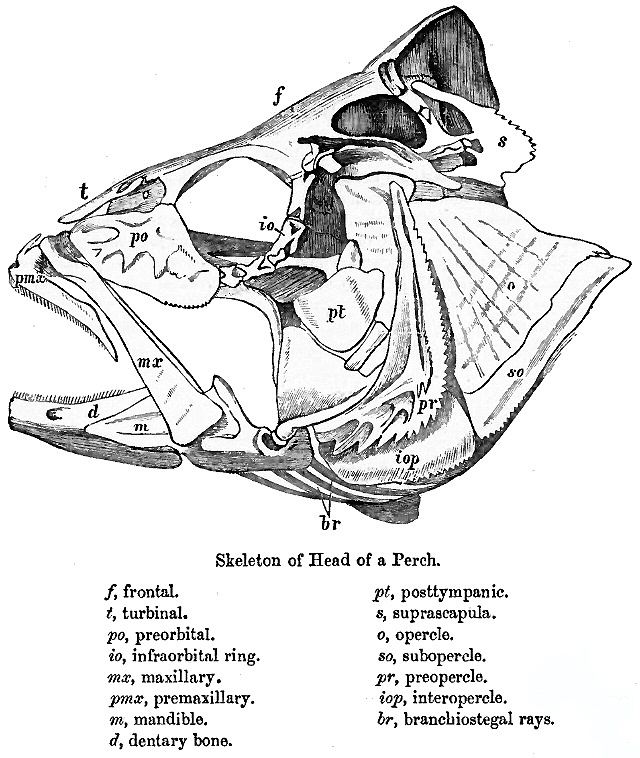
Karakteristiek voor beenvissen is de bouw van hun schedel en kaak

De faryngeale kaken van beenvissen zijn samengesteld uit vijf kieuwbogen (faryngeale bogen) die de kieuwen ondersteunen. In basalere beenvissen bestaan de faryngeale kaken uit gescheiden, dunne delen die vasthechten aan het neurocranium, de schoudergordel en het tongbeen. De functie van deze kaken is beperkt tot het begeleiden van voedsel. In hogere beenvissen zijn de kaken krachtiger, omdat de linker en rechter kieuwbogen samensmelten tot één onderkaak die met het neurocranium articuleert. Deze soorten hebben ook een spier ontwikkeld waardoor de faryngeale kaken een rol kunnen spelen bij het malen van binnenkomend voedsel.
De staartvin is homocerkaal, wat betekent dat de bovenste en onderste lobben ongeveer even groot zijn. De wervelkolom van beenvissen eindigt bij de basis van de staartvin, wat deze groep onderscheidt van die waarbij de wervelkolom zich uitstrekt tot in de bovenste lob van de staartvin, zoals de meeste vissen uit het Paleozoïcum (541 tot 252 miljoen jaar geleden). De neurale bogen zijn sterk verlengd en ondersteunen de staartvin.

## Evolutie en fylogenie

### Externe verwantschappen
De beenvissen werden voor het eerst erkend als een aparte groep door de Duitse ichtyoloog Johannes Peter Müller in 1844. De naam Teleostei is afgeleid van het Griekse teleios, "compleet" en osteon, "bot". De oudste fossielen van beenvissen dateren uit het Trias. Ze zijn vermoedelijk geëvalueerd uit een groep primitieve vissen die verwant zijn aan tegenwoordige moddersnoeken uit de clade Holostei. Tijdens het Mesozoïcum en het Cenozoïcum ondergingen de beenvissen een snelle diversificatie. Ze ontwikkelden hierdoor zich tot de meest succesvolle groep binnen de straalvinnigen.
In onderstaand cladogram zijn de evolutionaire relaties van de beenvissen met buitenliggende groepen weergegeven. Ook gewervelde landdieren (tetrapoda) die zich uit een voorouderlijke groep vissen hebben ontwikkeld, zijn opgenomen.
|         | Amfibieën                                                                     |
|         |                                                                               |
| Amniota | \| \| Zoogdieren \| \| \| \| \| \| Sauropsida (reptielen, vogels) \| \| \| \| |
|         | \| \| Zoogdieren \| \| \| \| \| \| Sauropsida (reptielen, vogels) \| \| \| \| |
|         | Zoogdieren                                                                    |
|         |                                                                               |
|         | Sauropsida (reptielen, vogels)                                                |
|         |                                                                               |

|  | Zoogdieren                     |
|  |                                |
|  | Sauropsida (reptielen, vogels) |
|  |                                |

|         | Amfibieën                                                                     |
|         |                                                                               |
| Amniota | \| \| Zoogdieren \| \| \| \| \| \| Sauropsida (reptielen, vogels) \| \| \| \| |
|         | \| \| Zoogdieren \| \| \| \| \| \| Sauropsida (reptielen, vogels) \| \| \| \| |
|         | Zoogdieren                                                                    |
|         |                                                                               |
|         | Sauropsida (reptielen, vogels)                                                |
|         |                                                                               |

|  | Zoogdieren                     |
|  |                                |
|  | Sauropsida (reptielen, vogels) |
|  |                                |

|         | Amfibieën                                                                     |
|         |                                                                               |
| Amniota | \| \| Zoogdieren \| \| \| \| \| \| Sauropsida (reptielen, vogels) \| \| \| \| |
|         | \| \| Zoogdieren \| \| \| \| \| \| Sauropsida (reptielen, vogels) \| \| \| \| |
|         | Zoogdieren                                                                    |
|         |                                                                               |
|         | Sauropsida (reptielen, vogels)                                                |
|         |                                                                               |

|  | Zoogdieren                     |
|  |                                |
|  | Sauropsida (reptielen, vogels) |
|  |                                |

|         | Amfibieën                                                                     |
|         |                                                                               |
| Amniota | \| \| Zoogdieren \| \| \| \| \| \| Sauropsida (reptielen, vogels) \| \| \| \| |
|         | \| \| Zoogdieren \| \| \| \| \| \| Sauropsida (reptielen, vogels) \| \| \| \| |
|         | Zoogdieren                                                                    |
|         |                                                                               |
|         | Sauropsida (reptielen, vogels)                                                |
|         |                                                                               |

|  | Zoogdieren                     |
|  |                                |
|  | Sauropsida (reptielen, vogels) |
|  |                                |

| Holostei | \| \| Lepisosteiformes (Kaaimansnoeken) \| \| \| \| \| \| Amiiformes (moddersnoeken) \| \| \| \| |
|          | \| \| Lepisosteiformes (Kaaimansnoeken) \| \| \| \| \| \| Amiiformes (moddersnoeken) \| \| \| \| |
|          | Teleostei                                                                                        |
|          |                                                                                                  |
|          | Lepisosteiformes (Kaaimansnoeken)                                                                |
|          |                                                                                                  |
|          | Amiiformes (moddersnoeken)                                                                       |
|          |                                                                                                  |

|  | Lepisosteiformes (Kaaimansnoeken) |
|  |                                   |
|  | Amiiformes (moddersnoeken)        |
|  |                                   |

| Holostei | \| \| Lepisosteiformes (Kaaimansnoeken) \| \| \| \| \| \| Amiiformes (moddersnoeken) \| \| \| \| |
|          | \| \| Lepisosteiformes (Kaaimansnoeken) \| \| \| \| \| \| Amiiformes (moddersnoeken) \| \| \| \| |
|          | Teleostei                                                                                        |
|          |                                                                                                  |
|          | Lepisosteiformes (Kaaimansnoeken)                                                                |
|          |                                                                                                  |
|          | Amiiformes (moddersnoeken)                                                                       |
|          |                                                                                                  |

|  | Lepisosteiformes (Kaaimansnoeken) |
|  |                                   |
|  | Amiiformes (moddersnoeken)        |
|  |                                   |

| Holostei | \| \| Lepisosteiformes (Kaaimansnoeken) \| \| \| \| \| \| Amiiformes (moddersnoeken) \| \| \| \| |
|          | \| \| Lepisosteiformes (Kaaimansnoeken) \| \| \| \| \| \| Amiiformes (moddersnoeken) \| \| \| \| |
|          | Teleostei                                                                                        |
|          |                                                                                                  |
|          | Lepisosteiformes (Kaaimansnoeken)                                                                |
|          |                                                                                                  |
|          | Amiiformes (moddersnoeken)                                                                       |
|          |                                                                                                  |

|  | Lepisosteiformes (Kaaimansnoeken) |
|  |                                   |
|  | Amiiformes (moddersnoeken)        |
|  |                                   |

| Holostei | \| \| Lepisosteiformes (Kaaimansnoeken) \| \| \| \| \| \| Amiiformes (moddersnoeken) \| \| \| \| |
|          | \| \| Lepisosteiformes (Kaaimansnoeken) \| \| \| \| \| \| Amiiformes (moddersnoeken) \| \| \| \| |
|          | Teleostei                                                                                        |
|          |                                                                                                  |
|          | Lepisosteiformes (Kaaimansnoeken)                                                                |
|          |                                                                                                  |
|          | Amiiformes (moddersnoeken)                                                                       |
|          |                                                                                                  |

|  | Lepisosteiformes (Kaaimansnoeken) |
|  |                                   |
|  | Amiiformes (moddersnoeken)        |
|  |                                   |

|         | Amfibieën                                                                     |
|         |                                                                               |
| Amniota | \| \| Zoogdieren \| \| \| \| \| \| Sauropsida (reptielen, vogels) \| \| \| \| |
|         | \| \| Zoogdieren \| \| \| \| \| \| Sauropsida (reptielen, vogels) \| \| \| \| |
|         | Zoogdieren                                                                    |
|         |                                                                               |
|         | Sauropsida (reptielen, vogels)                                                |
|         |                                                                               |

|  | Zoogdieren                     |
|  |                                |
|  | Sauropsida (reptielen, vogels) |
|  |                                |

|         | Amfibieën                                                                     |
|         |                                                                               |
| Amniota | \| \| Zoogdieren \| \| \| \| \| \| Sauropsida (reptielen, vogels) \| \| \| \| |
|         | \| \| Zoogdieren \| \| \| \| \| \| Sauropsida (reptielen, vogels) \| \| \| \| |
|         | Zoogdieren                                                                    |
|         |                                                                               |
|         | Sauropsida (reptielen, vogels)                                                |
|         |                                                                               |

|  | Zoogdieren                     |
|  |                                |
|  | Sauropsida (reptielen, vogels) |
|  |                                |

|         | Amfibieën                                                                     |
|         |                                                                               |
| Amniota | \| \| Zoogdieren \| \| \| \| \| \| Sauropsida (reptielen, vogels) \| \| \| \| |
|         | \| \| Zoogdieren \| \| \| \| \| \| Sauropsida (reptielen, vogels) \| \| \| \| |
|         | Zoogdieren                                                                    |
|         |                                                                               |
|         | Sauropsida (reptielen, vogels)                                                |
|         |                                                                               |

|  | Zoogdieren                     |
|  |                                |
|  | Sauropsida (reptielen, vogels) |
|  |                                |

|         | Amfibieën                                                                     |
|         |                                                                               |
| Amniota | \| \| Zoogdieren \| \| \| \| \| \| Sauropsida (reptielen, vogels) \| \| \| \| |
|         | \| \| Zoogdieren \| \| \| \| \| \| Sauropsida (reptielen, vogels) \| \| \| \| |
|         | Zoogdieren                                                                    |
|         |                                                                               |
|         | Sauropsida (reptielen, vogels)                                                |
|         |                                                                               |

|  | Zoogdieren                     |
|  |                                |
|  | Sauropsida (reptielen, vogels) |
|  |                                |

| Holostei | \| \| Lepisosteiformes (Kaaimansnoeken) \| \| \| \| \| \| Amiiformes (moddersnoeken) \| \| \| \| |
|          | \| \| Lepisosteiformes (Kaaimansnoeken) \| \| \| \| \| \| Amiiformes (moddersnoeken) \| \| \| \| |
|          | Teleostei                                                                                        |
|          |                                                                                                  |
|          | Lepisosteiformes (Kaaimansnoeken)                                                                |
|          |                                                                                                  |
|          | Amiiformes (moddersnoeken)                                                                       |
|          |                                                                                                  |

|  | Lepisosteiformes (Kaaimansnoeken) |
|  |                                   |
|  | Amiiformes (moddersnoeken)        |
|  |                                   |

| Holostei | \| \| Lepisosteiformes (Kaaimansnoeken) \| \| \| \| \| \| Amiiformes (moddersnoeken) \| \| \| \| |
|          | \| \| Lepisosteiformes (Kaaimansnoeken) \| \| \| \| \| \| Amiiformes (moddersnoeken) \| \| \| \| |
|          | Teleostei                                                                                        |
|          |                                                                                                  |
|          | Lepisosteiformes (Kaaimansnoeken)                                                                |
|          |                                                                                                  |
|          | Amiiformes (moddersnoeken)                                                                       |
|          |                                                                                                  |

|  | Lepisosteiformes (Kaaimansnoeken) |
|  |                                   |
|  | Amiiformes (moddersnoeken)        |
|  |                                   |

| Holostei | \| \| Lepisosteiformes (Kaaimansnoeken) \| \| \| \| \| \| Amiiformes (moddersnoeken) \| \| \| \| |
|          | \| \| Lepisosteiformes (Kaaimansnoeken) \| \| \| \| \| \| Amiiformes (moddersnoeken) \| \| \| \| |
|          | Teleostei                                                                                        |
|          |                                                                                                  |
|          | Lepisosteiformes (Kaaimansnoeken)                                                                |
|          |                                                                                                  |
|          | Amiiformes (moddersnoeken)                                                                       |
|          |                                                                                                  |

|  | Lepisosteiformes (Kaaimansnoeken) |
|  |                                   |
|  | Amiiformes (moddersnoeken)        |
|  |                                   |

| Holostei | \| \| Lepisosteiformes (Kaaimansnoeken) \| \| \| \| \| \| Amiiformes (moddersnoeken) \| \| \| \| |
|          | \| \| Lepisosteiformes (Kaaimansnoeken) \| \| \| \| \| \| Amiiformes (moddersnoeken) \| \| \| \| |
|          | Teleostei                                                                                        |
|          |                                                                                                  |
|          | Lepisosteiformes (Kaaimansnoeken)                                                                |
|          |                                                                                                  |
|          | Amiiformes (moddersnoeken)                                                                       |
|          |                                                                                                  |

|  | Lepisosteiformes (Kaaimansnoeken) |
|  |                                   |
|  | Amiiformes (moddersnoeken)        |
|  |                                   |

### Evolutionaire trends

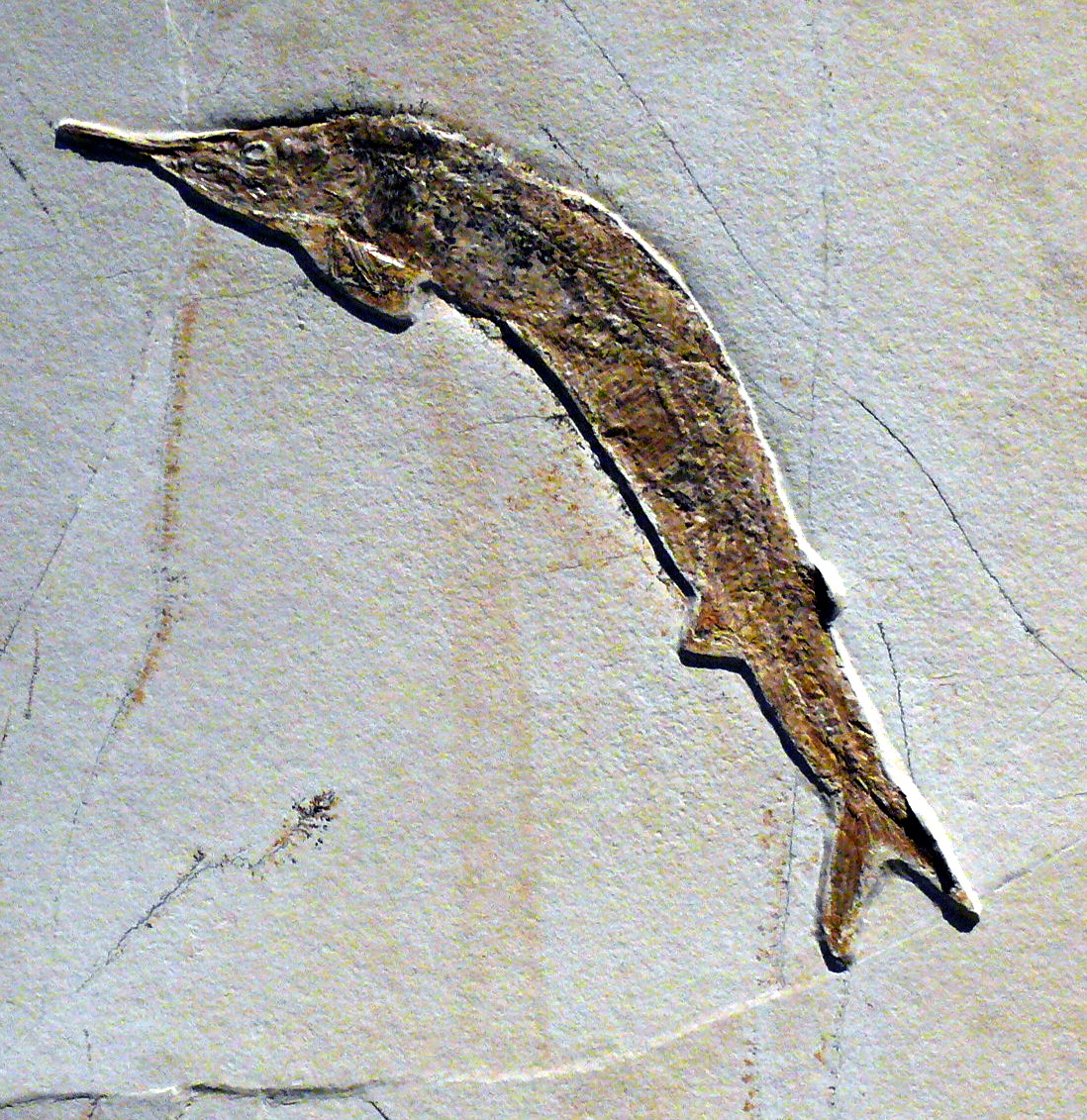
Aspidorhynchus acustirostris, een fossiele beenvis uit het Midden-Jura, verwant aan de moddersnoek

De meest basale beenvissen die nog niet zijn uitgestorven behoren tot de Elopomorpha (tarpon- en aalachtigen) en de Osteoglossomorpha (beentongvisachtigen). Van deze eerste groep zijn ongeveer 800 soorten bekend. Ze kenmerken zich door de dunne, bladvormige larven die gespecialiseerd zijn op leven in de zee. De tweede groep, Osteoglossomorpha, bestaat uit 200 soorten en wordt gekenmerkt door een verbeend element in de tong waarop tanden zijn ingepland. Deze groep omvat onder meer de haringachtigen (Clupeiformes) en meervallen en karperachtigen (Ostariophysi) worden gerekend. Beide groepen bezitten een aantal unieke adaptaties, zoals het orgaan van Weber: een verbinding tussen de zwemblaas en het binnenoor waardoor de vis beter kan horen.
De meeste beenvissen behoren tot de clade Euteleostei, waartoe ruim 17.000 soorten worden gerekend. Gemeenschappelijke kenmerken van deze 'echte' beenvissen zijn overeenkomsten in de embryonale ontwikkeling van de botten tussen het hoofd en de rugvin (de supraneurale botten). Binnen de Euteleostei bevindt zich een kleine clade, Acanthopterygii. Vertegenwoordigers van deze clade hebben een doornige rugvin die een rol speelt bij stuwkracht in de voortbeweging en mogelijk ook bij verdediging. Deze soorten hebben vaak een meer agressieve levenswijze ontwikkeld.

## Taxonomie
Vissen uit deze infraklasse kunnen worden onderverdeeld in 12 superordes en 42 ordes:
- Orde Pholidophoriformes  †
- Orde Leptolepidiformes  †
- Orde Tselfatiiformes  †
- Superorde Osteoglossomorpha
  - Ichthyodectiformes  †
  - Lycopteriformes  †
  - Osteoglossiformes
  - Hiodontiformes
- Superorde Elopomorpha
  - Elopiformes
  - Albuliformes
  - Notacanthiformes
  - Anguilliformes
  - Saccopharyngiformes
- Superorde Clupeomorpha
  - Clupeiformes
- Superorde Ostariophysi (Meervallen en karperachtigen)
  - Gonorynchiformes
  - Cypriniformes (Karperachtigen)
  - Characiformes (Karperzalmachtigen)
  - Gymnotiformes
  - Siluriformes
- Superorde Protacanthopterygii (Zalmachtigen)
  - Salmoniformes (Zalmen)
  - Esociformes
  - Osmeriformes
- Superorde Stenopterygii
  - Ateleopodiformes
  - Stomiiformes
- Superorde Cyclosquamata
  - Aulopiformes
- Superorde Scopelomorpha
  - Myctophiformes
- Superorde Lampridiomorpha
  - Lampriformes
- Superorde Polymyxiomorpha
  - Polymixiiformes
- Superorde Paracanthopterygii
  - Percopsiformes
  - Batrachoidiformes
  - Lophiiformes
  - Gadiformes
  - Ophidiiformes
- Superorde Acanthopterygii (Stekelvinnigen)
  - Mugiliformes (Harders)
  - Atheriniformes
  - Beloniformes
  - Cetomimiformes
  - Cyprinodontiformes
  - Stephanoberyciformes
  - Zeiformes
  - Gobiesociformes[9]
  - Gasterosteiformes
  - Syngnathiformes[10]
  - Synbranchiformes
  - Tetraodontiformes
  - Pleuronectiformes
  - Scorpaeniformes
  - Perciformes (Baarsachtigen)